# رافاييل روبنسون
رافاييل روبنسون (بالإنجليزية: Rafael Robinson)‏ هو لاعب كرة قدم أمريكية أمريكي، ولد في 19 يونيو 1969 في مارشال في الولايات المتحدة.

## وصلات خارجية
- رافاييل روبنسون على موقع مرجع كرة القدم المحترفة.كوم (الإنجليزية)